# Acanthocyclops talievi
Acanthocyclops talievi is een eenoogkreeftjessoort uit de familie van de Cyclopidae. De wetenschappelijke naam van de soort is voor het eerst geldig gepubliceerd in 1970 door Mazepova.